# Ewa Wolizer
Ewa Wolizer (bułg.: Ева Волицер, ur. 27 lutego 1949 w Sofii) – bułgarska aktorka teatralna i filmowa, piosenkarka i reżyserka, producent teatralny i profesor. Zagrała ponad 50 ról w różnych teatrach i wyreżyserowała ponad 20 spektakli z młodymi aktorami.

## Życiorys
Ewa Wolizer ukończyła Narodową Akademię Sztuk Teatralnych i Filmowych im. „Krystjo Sarafowa”. Jest wybitną bułgarską aktorką, która występowała na scenach różnych bułgarskich teatrów. Zagrała ponad 50 ról z klasycznej literatury, m.in. w  sztukach Antona Czechowa, Williama Szekspira, Aleksandra Ostrowskiego, a także w wielu współczesnych sztukach amerykańskich i europejskich dramaturgów. Przedstawienia, w których grała, były prezentowane w Tel Awiwie, Wiedniu i Rydze. Jest wykładowcą i profesorem nadzwyczajnym na Uniwersytecie Bułgarskim w Sofii.
W 1996 roku został wydany przez angielską firmę muzyczną ARS MUSIK jej kompaktowy dysk z 22 żydowskimi piosenkami. Płyta została dystrybuowana na całym świecie, jest również dostępny w Bibliotece Kongresu w Waszyngtonie. W latach 2002–2003 była stypendystką Fundacji Fulbrighta w Nowym Jorku i uczyła aktorstwa w Pace University. Była również producentem i reżyserem kilkudziesięciu przedstawień studenckich. Niektóre z nich były prezentowane w Szwajcarii, Francji i Austrii. Ewa Wolizer jest założycielką i dyrektorem Niezależnego Teatru „Galeria”. Otrzymała wiele nagród krajowych.

## Wybrane role
- 1985: Ten piękny wiek dojrzały, tyt. oryg. Tazi hubava zryala vazrast
- 1986: Eshelonite
- 1990: Sofiyska istoriya